# Чжао Эрми
Чжа́о Эрми́ (кит. упр. 赵尔宓, пиньинь Zhào Ěrmì, 30 января 1930, Чэнду, Сычуань, Китайская Республика — 24 декабря 2016, Чэнду, КНР) — китайский зоолог, герпетолог. Академик Китайской академии наук. Депутат Сычуаньского собрания народных представителей шестого созыва и Всекитайского собрания народных представителей седьмого и восьмого созывов.

## Биография
Родился 30 января 1930 года в Чэнду в маньчжурской семье. Отец был врачом. С детства интересовался змеями. В 1947 году поступил в Западно-Китайский Университет, в котором обучался под руководством крупнейшего китайского специалиста по амфибиям того времени, профессора Университета Сучжоу Лю Чэнчжао, который во время Японского вторжения в Китай переехал в Чэнду. Уже в следующем году он участвовал в своей первой экспедиции к подножию горы Цзюфэн на границе Тибетского нагорья к северу от Чэнду. В 1951 году окончил биологический факультет Университета Западного Китая в Гуйяне. До 1954 года он работал ассистентом в Харбинском медицинском университете. Затем вернулся в Чэнду, став преподавать в Сычуаньском медицинском университете и возобновив совместную работу с Лю.
В 1965 году Чжао перешёл в Сычуаньский институт биологических исследований. В 1978 году институт был переименован в Институт биологии Чэнду Китайской академии наук, а Чжао стал в нём главой отделения герпетологии, сменив на этом посту Ху Шучинь, жену и коллегу Лю Чэнчжао. С 1982 года Чжао исполнял должность заместителя директора Института, но в 1991 году ушёл на пенсию, тем не менее продолжив писать научные работы.
Несмотря на то, что Чжао не состоял в Коммунистической партии Китая, он пользовался большим уважением среди коллег, и потому был избран депутатом Сычуаньского собрания народных представителей шестого созыва, а затем — Всекитайского собрания народных представителей седьмого и восьмого созывов.
В 2001 году был избран академиком Китайской академии наук, став вторым герпетологом после Лю Чэнчжао, удостоившимся этого звания.
Умер 24 декабря 2016 года.

## Вклад в науку
Совершил множество экспедиций по Китаю: в Хэйлунцзян, Ляонин, Шаньдун, остров Шэдао, Гуйчжоу, Гуандун, остров Хайнань, Алтайские горы на северо-западе Синьцзяна, Юньнань, во Внутреннюю Монголию, Тибет и на Тайвань. Написал почти 150 статей, посвящённых систематике, распространению, зоогеографии и образу жизни китайских амфибий и рептилий. Был автором, соавтором или редактором более 30 книг, среди которых определители, энциклопедии, цветные атласы и детские книги. Описал и назвал более 40 таксонов земноводных и пресмыкающихся.
Основатель первого китайского герпетологического журнала, Materials for Herpetological Research (1972—1978), а также пришедших ему на смену Acta Herpetologica Sinica (1979—1988) и Chinese Herpetological Research (ныне Asian Herpetological Research) (с 1987). Был сооснователем и редактором Sichuan Journal of Zoology (1981—2016). Входил в редколлегии многих биологических и экологических журналов Китая и других стран. Внёс большой вклад во включение китайской герпетологии в мировую, организуя различные съезды в Китае, куда приглашались учёные из других стран, а также представляя китайскую герпетологию на зарубежных мероприятиях, преимущественно в Северной Америке, Европе и Центральной Азии.
Был одним из первых учёных, исследовавших амфибий и рептилий на Тибетском нагорье, с территории которого он описал 8 новых видов и впервые сообщил о находке ещё 10 видов, ранее не фиксировавшихся в Китае или в Тибете. Впервые обнаружил королевскую кобру в Медоге, на 4 градуса севернее предыдущих находок вида. Чжао посчитал это доказательством того, что субтропические животные распространяются на север вдоль русла Брахмапутры. Основываясь на распространении видов в Тибете, выделил южный склон Гималаев в качестве отдельного зоогеографического субрегиона Ориентальной области.

### Описанные таксоны
- Achalinus meiguensis Hu & Zhao, 1966
- Amolops liangshanensis (Wu & Zhao, 1984)
- Amphiesma metusia Inger, Zhao, Shaffer & Wu, 1990
- Amphiesma optatum (Hu & Zhao, 1966)
- Calotes medogensis Zhao & Li, 1984
- Cuora zhoui Zhao, Zhoi & Ye, 1990
- Cyrtopodion medogensis (Zhao & Li, 1987)
- Dinodon rosozonatum Hu & Zhao, 1972
- Gloydius shedaoensis Zhao, 1979
- Ingerana reticulata (Zhao & Li, 1984)
- Kurixalus hainanus (Zhao, Wang & Shi, 2005)
- Laudakia papenfussi Zhao, 1998
- Laudakia wui Zhao, 1998
- Liua Zhao & Hu, 1983
- Liuixalus Li, Che, Bain, Zhao & Zhang, 2008
- Oligodon multizonatus Zhao & Jiang, 1981
- Opisthotropis cheni Zhao, 1999
- Opisthotropis guangxiensis Zhao, Jiang & Huang, 1978
- Oreolalax multipunctatus Wu, Zhao, Inger & Shaffer, 1993
- Pelophylax tenggerensis (Zhao, Macey & Papenfuss, 1988)
- Phrynocephalus albolineatus Zhao, 1979
- Plagiopholis unipostocularis Zhao, Jiang & Huang, 1978
- Plestiodon liui (Hikida & Zhao, 1989)
- Protobothrops xiangchengensis (Zhao, Jiang & Huang, 1979)
- Rana zhengi Zhao, 1999
- Rhabdophis adleri Zhao, 1997
- Scincella huanrenensis Zhao & Huang, 1982
- Scincella tsinlingensis (Hu & Zhao, 1966)
- Viridovipera medoensis (Zhao, 1977)
- Xenopeltis hainanensis Hu & Zhao in Zhao, 1972
- Zhaoermia mangshanensis (Zhao, 1990)

## Признание
В честь учёного названы пять видов и один род земноводных и пресмыкающихся:
- Japalura zhaoermii Goa & Huo, 2002
- Zhaoermia Gumprechtt & Tillack, 2004
- Thermophis zhaoermii Guo, Liu, Feng, & He, 2008
- Paramesotriton ermizhaoi Wu, Rovito, Papenfuss & Hanken, 2009
- Cyrtodactylus zhaoermii Shi & Zhao, 2010
- Onychodactylus zhaoermii Che, Poyarkov & Yan, 2012